# Castleton-on-Hudson
Castleton-on-Hudson és una població dels Estats Units a l'estat de Nova York. Segons el cens del 2000 tenia 1.619 habitants.

## Demografia
Segons el cens del 2000, Castleton-on-Hudson tenia 1.619 habitants, 615 habitatges, i 399 famílies. La densitat de població era de 781,4 habitants/km².
Dels 615 habitatges en un 35,4% hi vivien nens de menys de 18 anys, en un 45% hi vivien parelles casades, en un 15,9% dones solteres, i en un 35,1% no eren unitats familiars. En el 29,6% dels habitatges hi vivien persones soles el 15% de les quals corresponia a persones de 65 anys o més que vivien soles. El nombre mitjà de persones vivint en cada habitatge era de 2,46 i el nombre mitjà de persones que vivien en cada família era de 3,06.
Per edats la població es repartia de la següent manera: un 27,1% tenia menys de 18 anys, un 6,4% entre 18 i 24, un 28,3% entre 25 i 44, un 19,1% de 45 a 60 i un 19% 65 anys o més.
L'edat mediana era de 38 anys. Per cada 100 dones de 18 o més anys hi havia 73 homes.
La renda mediana per habitatge era de 44.141 $ i la renda mediana per família de 51.957 $. Els homes tenien una renda mediana de 36.019 $ mentre que les dones 26.976 $. La renda per capita de la població era de 18.660 $. Entorn del 2,5% de les famílies i el 8,7% de la població estaven per davall del llindar de pobresa.